# Мураками, Рю
Рю Мураками (яп. 村上 龍 Мураками Рю:, род. 19 февраля 1952 года) — японский писатель

, эссеист и кинорежиссёр

. Настоящее имя — Рюноскэ Мураками (яп. 村上 龍之助 Мураками Рю:носукэ). Его романы исследуют человеческую природу через темы разочарования, употребления наркотиков, сюрреализма, убийств и войн, действие которых разворачивается на тёмном фоне Японии. Его самые известные романы — «Все оттенки голубого», «Дети из камеры хранения» и «Мисо-суп».

## Жизнь и творчество
Рюноскэ Мураками родился 19 февраля 1952 года в семье художника в городе Сасэбо (Нагасаки, Япония). Был назван в честь героя повести Накадзато Каидзана (1885—1944) «Перевал Великого Будды». Будучи студентом высшей школы, организовал рок-группу, где был барабанщиком. После распада группы занялся регби, но через некоторое время понял, что это ему противно. Вскоре стал писать для школьной газеты.
До восемнадцати лет Рю Мураками рос в портовом городе, где располагалась американская военно-морская база, поэтому он испытал на себе заметное влияние западной культуры. В юные годы неоднократно принимал участие в акциях организации новых левых, Национальной федерации студенческого самоуправления (Дзэнгакурэн), направленных против американского военного присутствия в стране. На третьем году обучения в старшей школе Мураками и его одноклассники забаррикадировали крышу школы, после чего Рюноскэ находился под домашним арестом в течение трёх месяцев. Всё это время находился под влиянием субкультуры хиппи. После окончания школы организовывает ещё одну рок-группу. Именно в эти годы начал формироваться его литературный стиль.
В 1970 году он переехал в токийский пригород Фусса. Учился в художественном университете города Мусасино, что неподалёку от Токио.

В 1976 году дебютировал с романом «Все оттенки голубого», в котором описывается повседневность подростков-маргиналов, полная секса и наркотиков. Роман стал сенсацией, разойдясь тиражом более миллиона экземпляров, а молодой автор, ещё не покинувший студенческую скамью, стал лауреатом премии Акутагавы. После выхода романа критики провозгласили Мураками основателем нового направления в японской литературе, хотя в то же время он не избежал обвинений в декадентстве. Присуждение премии вызвало со стороны ряда литературных критиков возражения, в ответ на которые сам автор откровенно заявил: 
Меня не волнует, поймут ли в моих сочинениях что-нибудь читатели, не имеющие опыта в групповом сексе и наркомании.
В дальнейшем он создал ряд произведений, которые отличали новаторский подход к языку, обильное использование сленга, глубокое проникновение в психологию героев его романов и достаточно неожиданные сюжетные повороты. Критическое отображение окружающей реальности, интерес к её темным сторонам характерен для всего творчества писателя — будь то история юной проститутки в «Топазе» или похождения серийного убийцы в предновогоднем Токио в триллере «Мисо-суп», в которых попутно вскрываются проблемы современного японского общества.
Также большую известность получили его романы «69», «Дети из камеры хранения», «Экстаз», «Меланхолия» и «Танатос», последние три составили трилогию «Монологи о наслаждении, апатии и смерти».
Помимо литературного творчества, Мураками на протяжении многих лет занимается кинорежиссурой, снимая киноверсии собственных произведений. Его первым фильмом стал «Все оттенки голубого», вышедший в 1979 году.
В последующие годы он снял ещё несколько фильмов, среди которых наиболее интересными были экранизации романов «Топаз» (также известен как «Токийский декаданс», 1992), представленный на кинофестивале в Торонто и «Киоко» (2000). Он также иногда работает как сценарист — одна из его новелл легла в основу сценария фильма режиссёра Такаси Миикэ «Кинопроба» (1999). Впрочем, кинематографическая деятельность Мураками значительно менее известна, нежели литературная и главным образом он известен как автор романов, чья популярность перешагнула пределы Японии.
В 2005 году за роман «Вперёд с полуострова!» Рю Мураками был награждён премией Номы.

### Трилогия «Монологи о наслаждении, апатии и смерти»
- Экстаз (1993)
- Меланхолия (2000)
- Танатос (2005)

## Фильмография
| Год  | Название                                                 | На других языках                                                      | Деятельность            | Режиссёр        |
| 1979 | 限りなく透明に近いブルー Kagirinaku tōmei ni chikai burū | Все оттенки голубого Almost Transparent Blue                          | Сценарист, режиссёр     | Рю Мураками     |
| 1983 | だいじょうぶマイ・フレンド Daijōbu mai furendo           | Хорошо, друг мой All Right, My Friend                                 | Сценарист, режиссёр     | Рю Мураками     |
| 1989 | ラッフルズホテル Raffuruzu Hoteru                        | Отель «Раффлз» Raffles Hotel                                          | Сценарист, режиссёр     | Рю Мураками     |
| 1992 | トパーズ Topāzu                                          | Топаз Topaz a.k.a. Tokyo Decadence                                    | Сценарист, режиссёр     | Рю Мураками     |
| 1996 | ラブ＆ポップ Rabu & Poppu                                | Любовь и попса Love & Pop                                             | Сценарист               | Хидэаки Анно    |
| 1996 | KYOKO                                                    | Кёко Because of You                                                   | Сценарист, режиссёр     | Рю Мураками     |
| 1999 | オーディション Ōdishon                                   | Кинопроба Audition                                                    | Новеллист               | Такаси Миикэ    |
| 2001 | 走れ！イチロー Hashire! Ichirō                           | Беги! Итиро Run! Ichiro                                               | Сценарист               | Кадзуки Омори   |
| 2003 | 昭和歌謡大全集 Shōwa kayō daizenshū                      | Кровавое караоке Karaoke Terror: The Complete Japanese Showa Songbook | Новеллист               | Тэцуо Синохара  |
| 2004 | シクスティナイン Shikusutinain                           | 69                                                                    | Сценарист               | Sang-il Lee     |
| 2006 | ポプラル！ Popuraru!                                     | Популярен! Popular!                                                   | Исполнительный продюсер | Jen Paz         |
| 2008 | コインロッカー・ベイビーズ Koinrokkā Beibīzu             | Дети из камеры хранения Coin Locker Babies                            | Сценарист               | Michele Civetta |